# Will Trent
Will Trent je američka televizijska serija koju su stvorili Karin Slaughter, Liz Heldens i Daniel T. Thomsen, a temelji se na seriji istoimenih romana Karin Slaughter. Premijerno se počela prikazivat na ABC-u 3. siječnja 2023. U Hrvatskoj će se početi prikazivati 5. listopada 2023. na kanalu Star Crime.
U travnju 2024. serija je obnovljena za drugu sezonu.

## Radnja
Will Trent, napušten pri rođenju morao je odrasti u sustavu udomiteljstva u Atlanti, što je na njega imalo trajan učinak. Unatoč tome što je disleksičan, postao je specijalni agent u istražnom uredu države Georgije (GBI). Odlučan osigurati da se nitko ne osjeća kao on, sada ima najvišu stopu riješenih slučaja.

## Pregled serije
U Hrvatskoj serija se premijerno prikazuje na Star Crime kanalu od 5. listopada 2023.
U travnju 2023. serija je obnovljena za drugu sezonu, koja je počela sa prikazivanjem 20. veljače 2024.
| Sezona | Sezona | Epizoda | Prikazivanje u SAD-u | Prikazivanje u SAD-u | Hrvatsko prikazivanje | Hrvatsko prikazivanje |
| Sezona | Sezona | Epizoda | Premijera            | Finale               | Premijera             | Finale                |
| ------ | ------ | ------- | -------------------- | -------------------- | --------------------- | --------------------- |
|        | 1.     | 13      | 8. siječnja 2023.    | 2. svibnja 2023.     | 5. listoapda 2023.    | 28. prosinca 2023.    |
|        | 2.     | 10      | 20. veljače 2024.    | 21. svibnja 2024.    | 19. rujna 2024.       | –                     |

## Glumačka postava

### Glavni
- Ramón Rodríguez kao Will Trent
- Erika Christensen kao Angie Polaski
- Iantha Richardson kao Faith Mitchell
- Jake McLaughlin kao Michael Ormewood
- Sonja Sohn kao Amanda Wagner

### Sporedni
- Jennifer Morrison kao Abigail Bentley Campano
- Mark-Paul Gosselaar kao Paul Campano
- Greg Germann kao James Ulster
- LisaGay Hamilton kao Evelyn Mitchell
- Cora Lu Tran kao Nico

## Vanjske poveznice
- Službena stranica na abc.com
- Službena stranica na foxtv.hr
- Will Trent u internetskoj bazi filmova IMDb-a